# Mukanda Tiodora
Mukanda Tiodora é um romance gráfico brasileiro de autoria de Marcelo D'Salete, lançado em 2022 pela editora Veneta.
O livro conta a história real de Tiodora Dias da Cunha, uma mulher negra nascida no Congo e trazida para o Brasil como escravizada no século XIX. Em 1866, ela conta com a ajuda de Claro Antônio da Silva (também escravizado) para escrever cartas buscando contato com seu marido e filhos na intenção de conquistar sua alforria. D'Salete desenvolveu a história com base nessas cartas (Mukanda significa "carta" em quimbundo), mesclando ficção e os relatos de Tiodora.
Além da história principal o livro ainda traz o fac-símile das cartas originais e textos explicativos do editor Rogério de Campos e das historiadoras Silvana Jeha e Cristina Wissenbach.
Em 2023, o livro ganhou o 35º Troféu HQ Mix nas categorias de melhor arte-finalista nacional e melhor adaptação desenhista nacional. Ganhou ainda o Prêmio Jabuti de melhor história em quadrinhos.
O livro foi lançado em 2024 na França pela editora Ça et Là.